# Rocky (datorspel 2002)
Rocky är ett boxningspel som utvecklats av Steel Monkeys och släpptes 2002. Spelet är baserat på Rocky Balboa-filmerna.
I spelet styr spelaren Rocky Balboa på sin resa från en klubbkämpe, mot motståndare som Spider Rico, tills hans mästerskap mot Apollo Creed och bortom. Spelet håller sig nära till filmerna med alla tecken som minst nämns i filmerna. I åtminstone PAL-marknaderna var PS2- och Xbox-versionerna av spelet packade tillsammans med den ursprungliga Rocky DVD-utgåvan. En uppföljare gjordes också, kallad Rocky Legends.